# Remondo
Remondo – gmina w Hiszpanii, w prowincji Segowia, w Kastylii i León, o powierzchni 8,47 km². W 2011 roku gmina liczyła 325 mieszkańców.